# Юрие Лянка
Юрие Григориевич Лянка (на румънски: Iurie Leancă; роден на 20 октомври 1963 г. , Чимишлия, Молдовска ССР, СССР) е молдовски държавник и политически деец. Министър на външните работи и европейската интеграция и първи вицепремиер (2009 – 2013 г.), министър-председател на Република Молдова от 25 април 2013 г. до 18 февруари 2015 г., вицепремиер по европейската интеграция от 10 януари 2018 г. до 8 юни , 2019 г.

## Биография
Основното си образование получава в лицея на името на Михай Еминеску в град Чимишлия.
1981 – 1986 г – Московски държавен институт по международни отношения, диплома по международни отношения. Владее румънски /молдовски, руски, английски, френски, унгарски и български
- 1986 – 1993 г – служител на МВнР .
- 1993 – 1997 г – министър съветник на посолството на Република Молдова в Съединените американски щати .
- 1998 г. – Посланик за европейска интеграция.
- 1998 – 1999 г – заместник-министър на външните работи.
- 1999 – 2001 г – първи заместник-министър на външните работи.
- 2001 – 2005 г – Вицепрезидент на ASCOM-Grup.
- 2005 – 2007 г Старши съветник на Върховния комисар на ОССЕ по националните малцинства.
- 2007 – 2009 г – Вицепрезидент на ASCOM-Grup.
- 2005 – 2009 г – Зам.-председател на Асоциацията за външна политика.
- 2009 г. – депутат в парламента на Република Молдова.
- 2009 – 2013 г – Първи вицепремиер, министър на външните работи и европейската интеграция в правителствата на Филат I и Филат II.
- 2009 – 2015 г – член, заместник-председател на Либералдемократическата партия на Молдова
- 2013 – 2014 г – министър-председател на Република Молдова.

От 2015 г. до момента той е член на Парламента на Република Молдова извън фракциите.
От 2015 г. до момента – председател на Европейската народна партия на Молдова.
През есента на 2016 г. е номиниран от Европейската народна партия на Молдова за кандидат за президентските избори на 30 октомври
Юрие Лянка, като министър на външните работи и европейската интеграция, обяви през юни 2011 г. потвърди през ноември 2011 г. че ще подаде оставка от поста министър на външните работи и европейските Интеграция Молдова, ако до края на 2012 г. гражданите на Молдова няма да получат безвизов режим със страните от Европейския съюз.
Ръководителят на Делегацията на Европейския съюз в Република Молдова Дирк Шубел [bg] оцени това изявление като „много смело“.
В резултат на това на 24 декември 2012 г. Лянка подава оставката си до тогавашния действащ премиер Влад Филат. Последният обаче не прие това изявление и организира пресконференция, като обясни решението си с факта, че е доволен от успеха на Лянка и ще се върне към оставката на министъра, когато първият гражданин на Молдова пътува до ЕС с молдовски паспорт.
През юни 2013 г. Лянка, вече министър-председател на Молдова, отново обеща, че безвизов режим с ЕС за молдовските граждани ще дойде през есента на 2014 г.
В резултат на това гражданите на Молдова можеха да използват безвизовия режим за краткосрочни пътувания до страните от Шенген от 28 април 2014 г.
На 26 февруари 2015 г. Юрие Лянка обяви оттеглянето си от Либералдемократическата партия на Молдова поради факта, че настоящата ЛДПМ е много различна от партията, която беше през последните години. Причината също е, че ЛДПМ наруши обещанието към гражданите да не си сътрудничи с Партията на комунистите, както и заради назначаването на правителство на малцинството от ЛДПМ и ДПМ, подкрепени от ПКРМ. Като номиниран кандидат за втори мандат като министър-председател, Юрие Лянка разчиташе на подкрепата на проевропейските партии, включително Либералната партия, а не на подкрепата на комунистите.
След като напусна Либералдемократическата партия, Юрие Лянка обяви създаването на нов политически проект. Очакваното име е Европейска народна партия на Молдова . Сред основателите на партията са мнозинството от напусналите PLDM, от правителството на Лянка, както и бившият министър на младежта и спорта Октавиан Тику и политическият анализатор, бивш политик Оазу Нантой.
На 26 юли 2015 г. се проведе първият конгрес, на който беше учредена Европейската народна партия на Молдова. Юрие Лянка бе избран за председател на партията.